# Дранков, Александр Осипович
Алекса́ндр О́сипович Дранко́в (при рождении Абра́м-Ни́сон Иосифович Дранко́в, до 1913 года — Абрам Иосифович Дранков; 29 июля (10 августа) 1879, Елисаветград — 3 января 1949, Сан-Франциско) — русский кинопродюсер, оператор, режиссёр и фотограф, один из пионеров российского кинематографа, колоритнейшая фигура дореволюционного столичного бомонда.

## Биография
Александр Осипович (при рождении Абрам-Нисон Иосифович) Дранков родился 29 июля 1879 года в Елисаветграде, в еврейской мещанской (впоследствии купеческой второй гильдии) семье; родители — елисаветградский мещанин Иосиф (Йось) Рахмиль-Лейбович Дранков (1842—?) и Хая-Сура Дранкова (1842—?). Его брат Лев Осипович Дранков, также фотограф, ставший одним из пионеров российского кинематографа, родился 23 сентября 1880 года в Елисаветграде и тоже оставался елисаветградским мещанином (в Елисаветграде родился и муж его сестры Г. М. Лемберг). 30 января 1885 года семья была приписана к елисаветградским купцам второй гильдии. Согласно ревизским сказкам разных лет семья включала сыновей Нахмана (1864), Хаима-Бера (1872), Абрама-Нисона (29 июля 1879), Льва (1880) и Вульфа (1885), и дочерей Двойру (1864), Рывку (1866), Злату (1868), Эстер (1876), Маню-Гитл (1882) и Ревекку (1889). Не ранее середины 1890-х годов сам Дранков или же с семьёй переехал в Феодосию, потом в Севастополь. По воспоминаниям оператора Александра Лемберга, Дранков в начале XX века содержал танцкласс в Севастополе.
Затем Дранков увлекается фотографией и быстро становится профессиональным фотографом, после чего переезжает в Санкт-Петербург, где добивается удивительной известности и за удачные снимки Николая II даже удостаивается звания «Поставщик Двора Его Императорского Величества». Вместе с братом открывает несколько фотоателье. До 1906 года он был хозяином фотоателье в Петербурге, а в 1907 году основывает «первое в России синематографическое ателье». Дранкову также удается существенно удешевить фотопроизводство и открыть целую сеть «элекрофотографий» (не менее 50 студий), где снимки делаются при усиленном электрическом освещении, что приводит к значительной экономии. Впоследствии он также становится фотокорреспондентом лондонской газеты «Таймс», парижской «Иллюстрасьон» и получает журналистскую аккредитацию при Государственной думе.
В 1907 году Абрам Дранков решает заняться кинопромышленностью. Он открывает так называемое Ателье А. Дранкова (впоследствии преобразованное в Акционерное общество «А. Дранков и Ко») и начинает снимать хроникальные фильмы (Дранков и работавшие на него операторы оставались обычными участниками всех крупных событий в обеих российских столицах до самой революции), а затем приступает и к съёмкам художественных короткометражных лент — например, он пытается поставить игровую картину «Борис Годунов». Фильм не был закончен, хотя снятые для него материалы демонстрировались в кинотеатрах в том же 1907 году под названием «Сцены из боярской жизни».
Сенсационным успехом Дранкова на почве документалистики становится первая киносъёмка Льва Николаевича Толстого (1908).
Первой вышедшей на экран художественной кинолентой производства Дранкова стал фильм «Понизовая вольница» («Стенька Разин»), премьера которого состоялась 15 (28) октября 1908 года. «Вольница» была также первым фильмом в русской истории, показ которого сопровождался оригинальным звуком: вместе с плёнкой кинотеатры приобретали также граммофонную запись музыки, написанной Н. М. Ипполитовым-Ивановым для постановки одноимённой пьесы Василия Гончарова в театре «Аквариум», — и первым случаем нарушения кинопроизводителем авторских прав (Дранков не заключил формальный договор ни с автором сценария, ни с автором музыки). Следующим фильмом ателье Дранкова стала первая российская кинокомедия «Усердный денщик» (1908). Дранков также придумывает новый вид кинорекламы — он выпускает открытки с кадрами из своих фильмов и помещает сцены из фильмов на афишах, чего до него не делал никто в мире.
Начало деятельности в российском кино Александра Ханжонкова вызвало острую ревность Дранкова. Познакомившись с Ханжонковым и узнав о его планах поставить фильм «Песнь про купца Калашникова», Дранков начинает готовить для этого фильма «срыв» — упреждающий выпуск заведомо провального фильма с тем же названием. Ханжонков, получив информацию о намерениях Дранкова, ускоряет производство своей ленты и успевает вывести её на рынок прежде, чем будет готов конкурирующий фильм. После этого на протяжении десятилетия конкуренция Ханжонкова и Дранкова была одной из основных интриг российской кинематографической жизни, периодически приводившей к появлению в прокате почти одинаковых картин — например, «Воцарение Дома Романовых» производства Ханжонкова и «Трёхсотлетие царствования дома Романовых» производства Дранкова (оба — 1913). В том же 1913 году принял крещение именем Александр Осипович.
Дранков первым в России приступил к выпуску отечественных детективных киносериалов, которые тем временем уже вошли в моду во Франции. Снятый в его ателье многосерийный фильм «Сонька Золотая Ручка» (1914—1915) пользовался беспрецедентным успехом у массовой публики.
В 1917 году Дранков сначала пытается заработать на теме революции и выпускает несколько «революционных» фильмов — например, «Георгий Гапон», «Бабушка русской революции» (оба — 1917), — но после Октябрьской революции решает оставить Петроград. События следующего периода его жизни достоверно неизвестны — по противоречивым воспоминаниям его знакомых, он возвращается на юг, пытается спекулировать драгоценностями в Киеве, затем занимается в Ялте съёмкой порнографических фильмов. В ноябре 1920 года он эмигрирует в Константинополь, где зарабатывает, по одним сведениям, организацией тараканьих бегов, а по другим — кинопрокатом и содержанием парка аттракционов. В 1922 году он перебирается в США, где покупает передвижную киноустановку и организовывает кинопоказы в русских общинах. В 1927 году пытается вернуться в кинобизнес, но его намерение снять масштабный фильм о любви Николая II и балерины Матильды Кшесинской заканчивается крахом.
После неудачной попытки утвердиться в Голливуде Дранков открывает кафе в городке Венис (ныне район Лос-Анджелеса), а спустя некоторое время переселяется в Сан-Франциско, где до конца своих дней работает в собственной компании «Фото-тон сервис» (фирма печатала фотоснимки, а также продавала фотопринадлежности).
Скончался 3 января 1949 года в 19.35 в возрасте 62 лет 11 месяцев и 19 дней от инфаркта миокарда. Похоронен на еврейском кладбище в Колме (предместье Сан-Франциско, Калифорния).

## Семья
- Брат — Лев Осипович Дранков (1880—1942), фотограф и кинематографист[17].
  - Племянник — доктор психологических наук Владимир Львович Дранков (1918—1999).

## Фильмография
- 1907 — «Князь Серебряный» (оператор)
- 1908 — «Большой человек» (оператор, режиссёр)
- 1908 — «Пьеро и Пьеретта» (оператор, режиссёр)
- 1908 — «Свадьба Кречинского» (оператор, режиссёр)
- 1908 — «Понизовая вольница» («Стенька Разин») (оператор)
- 1908 — «Усердный денщик» (оператор)
- 1909 — «Героический подвиг рядового Василия Рябого» (режиссёр)
- 1909 — «Двойная измена» («Сапожник») (оператор)
- 1909 — «Купец Калашников» («Бой купца Калашникова») (режиссёр, автор сценария)
- 1909 — «Тарас Бульба» (оператор, режиссёр)
- 1911 — «606» («Квинтэссенция злобы дня», «Приключение в парке») (оператор, режиссёр)
- 1914-1916 — «Сонька Золотая Ручка» (продюсер)
- 1917 — «Священник Гапон»
- 1917 — «Бабушка русской революции»